# اس‌تی‌اس-۱۳۵
اس‌تی‌اس-۱۳۵ (به انگلیسی: STS-135) آخرین مأموریت شاتل‌های فضایی ناسا است. این مأموریت در عین حال آخرین مأموریت مدارگرد آتلانتیس هم می‌باشد و طبق برنامه در تاریخ ۸ ژوئیه ۲۰۱۱ آغاز گردید.
قریب یک میلیون نفر برای دیدن پرتاب آتلانتیس اس‌تی‌اس-۱۳۵ به فضا در محل پرتاب حضور یافتند.

## خدمه
ناسا در تاریخ ۱۴ سپتامبر ۲۰۱۰، اعضای مأموریت اس‌تی‌اس-۳۳۵/۱۳۵ را اعلام کرد. این برای اولین بار است که یک خدمهٔ ۴ نفره راهی ایستگاه فضایی بین‌المللی می‌شوند. آخرین مأموریت فضایی شاتل‌ها که با چهار سرنشین انجام شد برمی‌گردد به ۲۸ سال پیش، مأموریت اس‌تی‌اس-۶. علت انتخاب ۴ فضانورد برای این مأموریت نبود شاتل فضایی جایگزین در صورت نیاز به نجات فضانوردان است. در صورتی که امکان بازگشت فضانوردان به زمین از طریق شاتل ممکن نباشد آن‌ها به ایستگاه فضایی می‌روند و طی یک‌سال با استفاده از کپسول‌های سایوز به زمین بازمی‌گردند. تعداد کم فضانوردان در عین حال به افزایش ظرفیت باری فضاپیما کمک کرده‌است.
| رده     | فضانورد      | فضانورد      |
| ------- | ------------ | ------------ |
| فرمانده | کریس فرگوسن  | کریس فرگوسن  |
| خلبان   | داگلاس هرلی  | داگلاس هرلی  |
| متخصص   | ساندرا مگنوس | ساندرا مگنوس |
| متخصص   | رکس والهایم  | رکس والهایم  |

فرماندهی آخرین پرواز شاتل‌ها را کریستوفر فرگوسن بر عهده دارد. او متولد اول سپتامبر سال ۱۹۶۱ / دهم شهریور ۱۳۴۰ است و در مأموریت اس‌تی‌اس-۱۱۸ اس‌تی‌اس-۱۲۸ و اس‌تی‌اس-۱۲۹ نقش افسر ارتباطی زمینی (کپ‌کام) را بر عهده داشت (شخصی که از طرف اتاق فرمان و کنترل زمین با فضانوردان صحبت می‌کند). اوتا قبل از این دو بار در مأموریت‌های اس‌تی‌اس-۱۱۵ و اس‌تی‌اس-۱۲۶ با شاتل‌های فضایی به مدار زمین سفر کرده و تاکنون در مجموع ۲۷ روز و ۱۵ ساعت و ۳۶ دقیقه را در فضا سپری کرده‌است.
داگلاس هارلی ۴۴ ساله در آخرین مأموریت شاتل‌های فضایی، خلبانی شاتل آتلانتیس را بر عهده خواهد داشت. او متولد ۲۱ اکتبر ۱۹۶۶ / ۲۹ مهرماه ۱۳۴۵ است و برای اولین بار در مأموریت اس‌تی‌اس-۱۲۷ در نقش خلبان به فضا سفر کرده‌است. داگلاس هارلی در تنها سفر فضایی پیشینش ۱۵ روز و ۱۶ ساعت و ۴۵ دقیقه را در فضا سپری کرده‌است.
ساندرا مگنوس، متولد ۳۰ اکتبر ۱۹۴۶ / هشتم آبان ۱۳۴۳ و ۴۶ ساله است. او برای اولین بار در سال ۲۰۰۲ / ۱۳۸۱ به عنوان متخصص مأموریت در مأموریت اس‌تی‌اس-۱۱۲ با شاتل فضایی آتلانتیس به مدار زمین رفت. پس از آن به عنوان عضو گروه هیجدهم خدمه ایستگاه فضایی بین‌المللی انتخاب شد و در سال ۲۰۰۸ / ۱۳۸۷ همراه مأموریت اس‌تی‌اس-۱۲۶ به عنوان متخصص مأموریت به ایستگاه فضایی سفر کرد و به عنوان خدمه در آنجا ماند تا اینکه در ۲۸ مارس ۲۰۰۹ / ۸ فروردین ۱۳۸۸ پس از پایان مأموریت ۱۳۳ روزه خود در ایستگاه با مأموریت اس‌تی‌اس-۱۱۹ و در حالیکه نقش متخصص عملیات را داشت به زمین بازگشت. ساندرا مگنوس تا پیش از این مأموریت در کل مدت دوران فضانوردی خود ۱۴۴ روز و ۱۴ ساعت و ۱۶ دقیقه را در فضا سپری کرده‌است.
رکس والهایم، متولد ۱۰ اکتبر ۱۹۶۲ / ۱۸ مهر ۱۳۴۱ آخرین عضو گروه چهار نفره خدمه آخرین پرواز شاتل فضایی آتلانتیس است. او در سال ۱۳۷۵ وارد ناسا شد و تاکنون تجربه دو پرواز فضایی را در کارنامه خود دارد. او در دو مأموریت فضایی اس‌تی‌اس-۱۱۰ و اس‌تی‌اس-۱۲۲ با شاتل‌های فضایی به مدار زمین سفر کرده و در مجموع مدت ۲۳ روز و ۱۴ ساعت و ۴ دقیقه را در فضا سپری نموده‌است.

## مأموریت

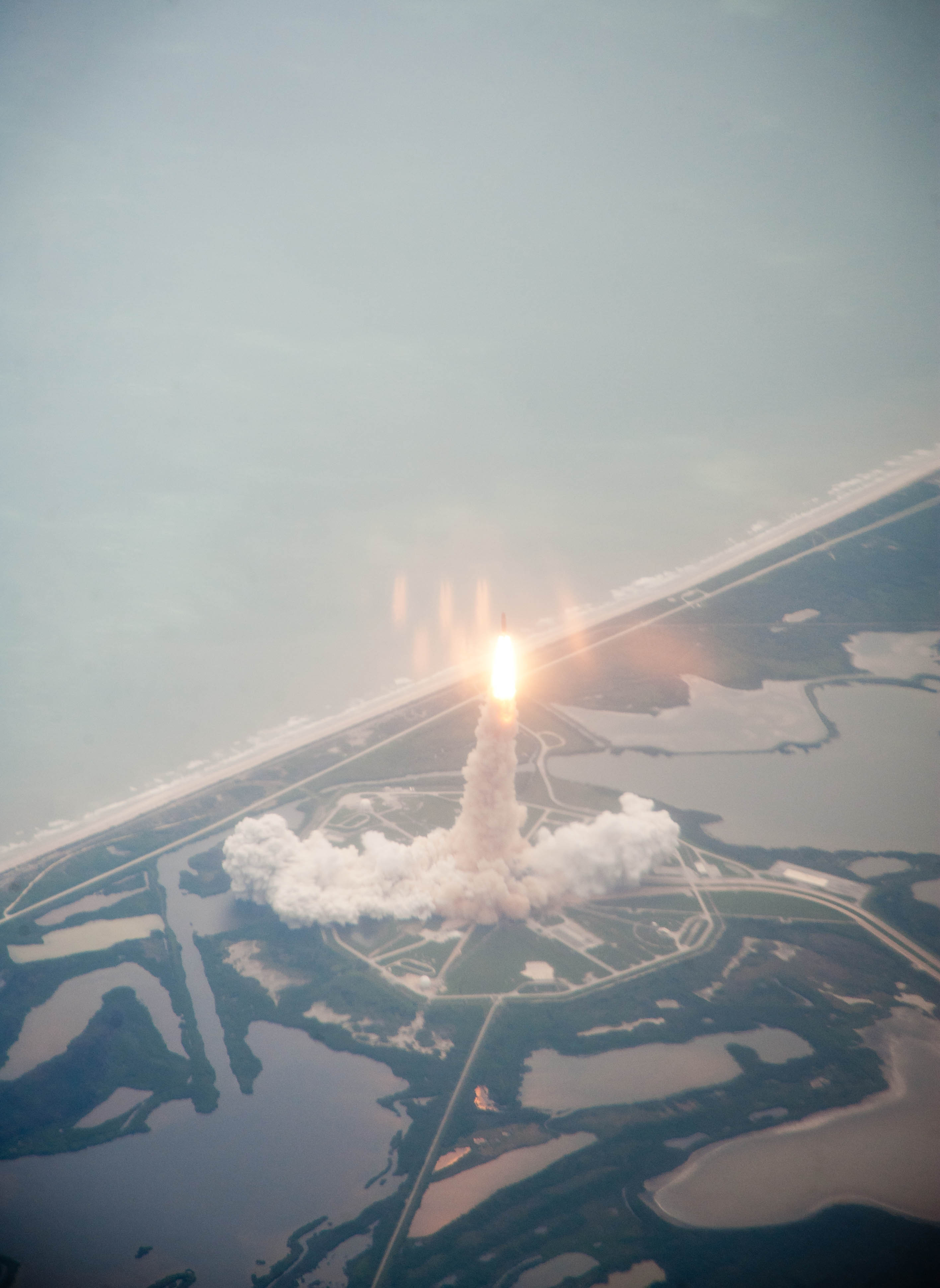
STS-135 از طریق پنجره یک هواپیمای آموزشی شاتل (STA) دیده می شود که از سکوی پرتاب 39A در مرکز فضایی کندی در ماموریت STS-135 پرتاب می شود.

در این مأموریت شاتل آتلانتیس ماژول چندمنظورهٔ رافائلو را به همراه بارها و لوازم یدکی مورد نیاز ایستگاه فضایی بین‌المللی را به همراه دارد. در عین حال سیستمی برای سوخت‌گیری مجدد فضاپیما توسط ربات در فضا در شاتل برای آزمایش تعبیه شده‌است تا در آینده مورد استفاده قرار بگیرد.

## روزهای مأموریت

### روز اول
- پرتاب
- بازشدن در انبار شاتل
- باز شدت آنتن کو باند

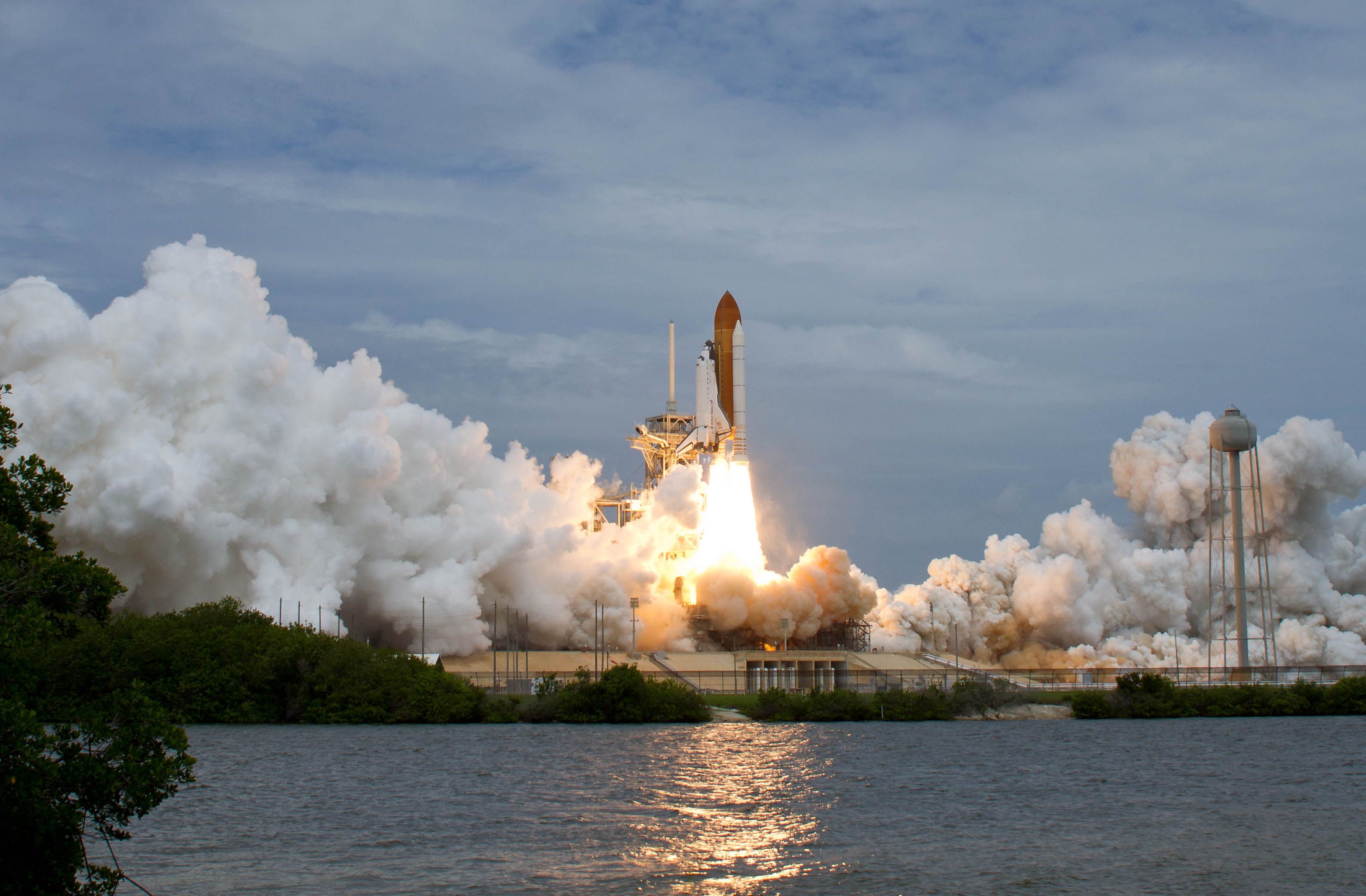
تصویری از پرتاب شاتل آتلانتیس به فضا

- آغاز فعالیت بازوی رباتیک فضاپیما برای بررسی بار
- ارسال فیلم‌های و تصاویر مربوط به جدا شدن مخزن خارجی به زمین

### روز دوم
- بررسی محافظ حرارتی شاتل با استفاده از بازوی روباتیک و سیستم سنسور بوم مدارگر
- نصب دوربین مرکزی
- راه‌اندازی افزونه اتصال به ایستگاه فضایی
- بررسی ابزارهای قرار ملاقات (رادندوو)[۱۰]